# Organización Nacional de Fútbol Infantil
La Organización Nacional de Fútbol Infantil (ONFI) es una organización que dirige el baby fútbol en Uruguay.

## Generalidades
Fue creada el 24 de octubre de 1968 con el nombre de Comisión Nacional de Baby Fútbol (C.N.B.F), cambiando a su actual denominación en el año 2000. Funciona en la órbita de la Secretaría Nacional del Deporte del Uruguay.
Más de sesenta mil niños, niñas y adolescentes de seis a trece años compiten en 67 ligas en todo el país, en las que juegan casi setecientos clubes, disputando alrededor de dos mil partidos cada fin de semana.